# ستنيسو كوال
ستنيسو كوال (بالبولندية: Stanisław Kowal)‏ هو منافس ألعاب قوى واقتصادي بولندي، ولد في 2 مايو 1928 في كيلسي في بولندا، وتوفي في 28 نوفمبر 2001 في وارسو في بولندا.

## وصلات خارجية
- ستنيسو كوال على موقع أوليمبيديا (الإنجليزية)
- ستنيسو كوال على موقع اللجنة الأولمبية البولندية (مؤرشف) (البولندية)